# Trachymyrmex carib
Trachymyrmex carib är en myrart som beskrevs av Weber 1945. Trachymyrmex carib ingår i släktet Trachymyrmex och familjen myror. Inga underarter finns listade i Catalogue of Life.